# Packard
Packard a fost o marcă americană de automobile de lux, construite de către Packard Motor Company Car of Detroi , Michigan , iar mai târziu de Studebaker - Packard Corporation din South Bend, Indiana. Primele automobile Packard au fost produse în 1899, iar ultima în 1958.

## Istorie
Packard a fost fondat de James Ward Packard, fratele lui William Doud Packard, și partenerul lor, George Lewis Weiss, în orașul Warren, Ohio, unde 400 de automobile Packard au fost construite la fabrica lor Packard pe Dana Street Northeast între 1899-1903. Fiind inginer mecanic, James Ward Packard credea că ar putea construi un cărucior fără cai mai bun decât mașinile Winton deținute de Weiss, un important acționar Winton. [ 1 ]
În septembrie 1900, Ohio Automobile Company a fost înființată pentru a produce automobile "Packard". Deoarece aceste automobile au câștigat rapid o reputație excelentă, numele a fost schimbat, la 13 octombrie 1902, în Packard Motor Car Company.
Henry Bourne Joy, membru al uneia dintre cele mai vechi și mai bogate familii din Detroit, a cumpărat un Packard. Impresionat de fiabilitatea sa, a vizitat Packards și a înaintat în curând un grup de investitori - printre care Truman Handy Newberry și Russell A. Alger Jr. La 2 octombrie 1902, acest grup a refinantat și redenumit New York și Ohio Automobile Company ca Packard Motor Compania de automobile, cu James Packard ca președinte. Alger a fost ulterior vicepreședinte [2]. Packard a transferat operațiunile spre Detroit la scurt timp după aceea, iar Joy a devenit director general (și mai târziu președinte al consiliului). Un original Packard, reputațional primul produs, a fost donat de recunoscătorul James Packard la alma mater, Universitatea Lehigh, și este păstrat acolo în Laboratorul Packard [3]. Altul este prezentat la Muzeul Packard din Warren, Ohio [4].
La început, toate masinile Packard aveau un motor cu un singur cilindru până în 1903. [1] Echipamentele Packard au prezentat inovații, inclusiv volanul modern, iar după ani, primul motor cu 12 cilindri de producție, adaptat dezvoltării modelului Liberty L-12 și aer condiționat într-o mașină de pasageri. Packard a produs seria de modele "Twin Six" de autovehicule cu 12 cilindri din 1915 până în 1923. [5]
În timp ce Black Motor Company Black a ajuns la un nivel de 375 $, modelul Gale Western Works Works a fost de $ 500, iar Oldsmobile Runabout cu volum mare a ajuns la $ 650 [8] și Cole 30 și Cole Runabout [ 9] au fost de 1.500 USD, [10] Packard sa concentrat pe autoturisme cu prețuri începând de la 2.600 $. Marca a dezvoltat un succes printre cumpărătorii bogați, atât în Statele Unite, cât și în străinătate, în competiție cu marcile europene precum Rolls-Royce și Mercedes Benz.
Uzina Packard de 3 500 000 de "square-foot" (330 000 mp) de pe bulevardul East Grand din Detroit a fost amplasata pe o suprafata de peste 16 hectare de teren. Proiectat de Albert Kahn Associates, acesta a inclus prima utilizare a betonului armat pentru construcții industriale în Detroit și a fost considerat cea mai modernă instalație de fabricare a automobilelor din lume, când a fost deschisă în 1903. Meșteșugarii săi calificați au practicat peste 80 de meserii.. Fabrica dărăpănată există în continuare [11] [12] în ciuda incendiilor repetate [13]. Fabrica se află în imediata vecinătate a actualului ansamblu General Motors Detroit / Hamtramck, care a fost fostul loc al fabricii Dodge Vehicle din 1910 până în 1980. Arhitectul Kahn a proiectat, de asemenea, Packard Proving Grounds la Utica, Michigan.

### 1906–1930

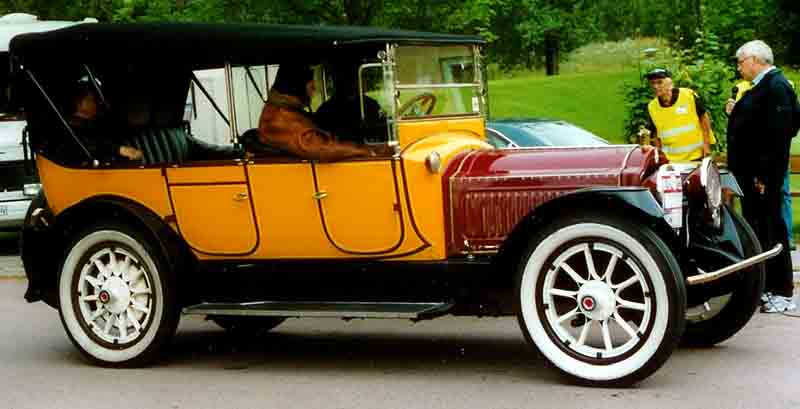
Packard First Series Twin-Six Touring 1-35, 1916

De la acest început, dincolo de anii 1930, vehiculele construite de Packard au fost percepute ca fiind extrem de competitive printre automobilele de lux americane la prețuri ridicate. Compania a fost denumită în mod obișnuit ca fiind una dintre "Trei Ps" al regalității americane motordom, împreună cu Pierce-Arrow din Buffalo, New York și Peerless din Cleveland, Ohio. În cea mai mare parte a istoriei sale, Packard a fost condus de președintele și directorul general James Alvan Macauley, care a fost și președinte al Asociației Naționale a Producătorilor de Automobile. Introdus in Sala de Fame a Automobilei, Macauley la făcut pe Packard ca designer si producator de automobile de lux din Statele Unite.

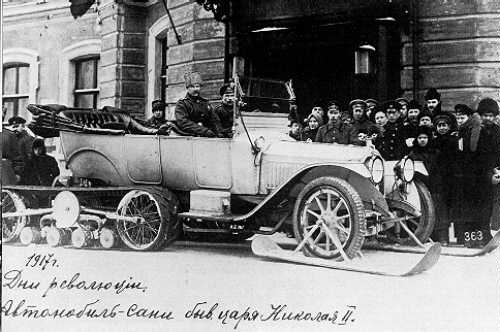
Limuzia imperială rusă de stat (o masina 1916 Packard Twin-6 touring) echipat cu Kégresse cale (1917)

Marca a fost, de asemenea, extrem de competitivă în străinătate, cu piețe în 61 de țări. Venitul brut pentru companie a fost de 21.889.000 dolari în 1928. Macauley a fost, de asemenea, responsabil pentru iconic Packard slogan, "Întrebați omul care deține unul".
În anii 1920, Packard a exportat mai multe mașini decât oricare altul în clasa sa de prețuri, iar în 1930, a vândut aproape două ori mai multe în străinătate decât orice altă marcă cu prețuri de peste 2000 de dolari. [15] În 1931, 10 Packards au fost deținute de familia regală a Japoniei [16]. Între anii 1924 și 1930, Packard a fost, de asemenea, cel mai bine vândut brand de lux. [17].
În plus față de mașinile de lux excelente, Packard a construit camioane. Un camion Packard care transporta o încărcătură de trei tone a condus de la New York la San Francisco între 8 iulie și 24 august 1912.

În același an, Packard avea depozite de servicii în 104 de orașe [18].

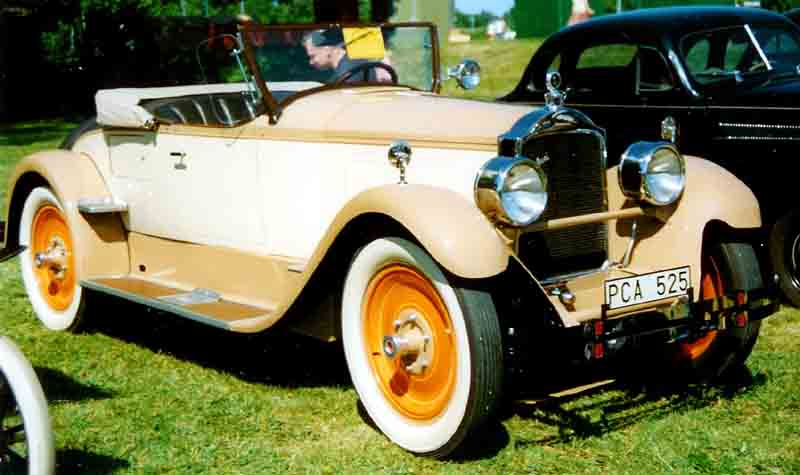
Packard Fourth Series Six Model 426 Runabout (Roadster), 1927

Clădirea Packard Motor Corporation din Philadelphia, proiectată de Albert Kahn, a fost construită în 1910-1911.
A fost adăugat la Registrul național al locurilor istorice în 1980. [19]
Până în 1931, Packards erau de asemenea produse în Canada. [20]

### 1931–1936

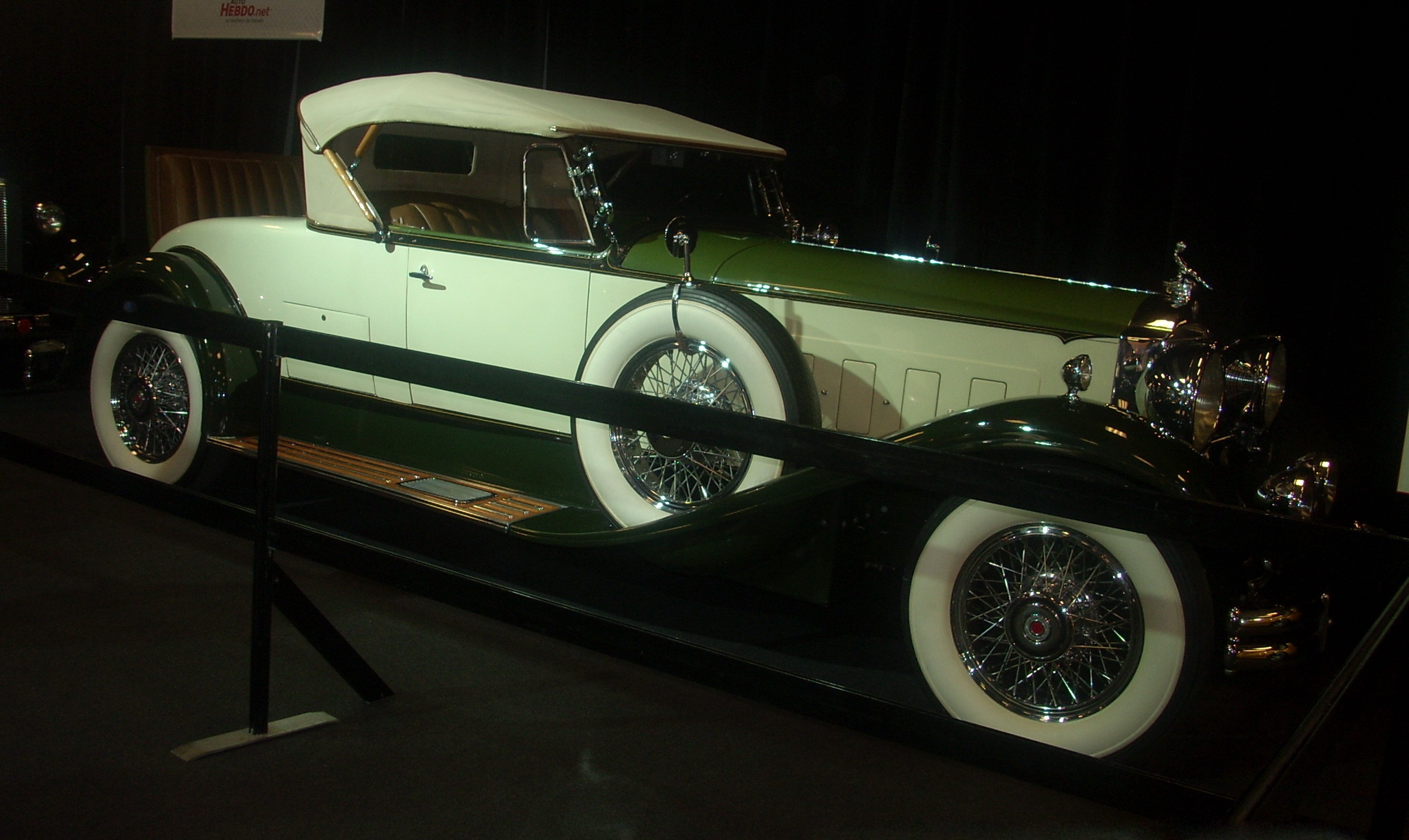
1930 Packard Deluxe Eight roadster

Intrând în anii 1930, Packard a încercat să bată accidentele pieței bursiere și, ulterior, Marea Depresiune prin fabricarea unor mașini mai opulent și mai scumpe decât au avut-o înainte de octombrie 1929. În timp ce sediul cu opt cinci locuri a fost vânzătorul de top al companiei de ani de zile, 21], Twin Six, proiectat de Vincent [22], a fost introdus pentru 1932, cu prețuri începând de la 3.650 dolari la poarta fabricii; [23] în 1933, [24] ar fi redenumit Packard Twelve, un nume pe care la păstrat Restul rundei sale (până în 1939). De asemenea, în 1931, Packard a pionierat un sistem numit Ride Control, care a făcut amortizoarele hidraulice reglabile din interiorul mașinii. [25] Timp de numai un an, în 1932, Packard a lansat o mașină cu preț mediu superior, Light Eight, la un preț de bază de 1.750 de dolari sau cu 735 dolari mai puțin decât standardul 8. [26]

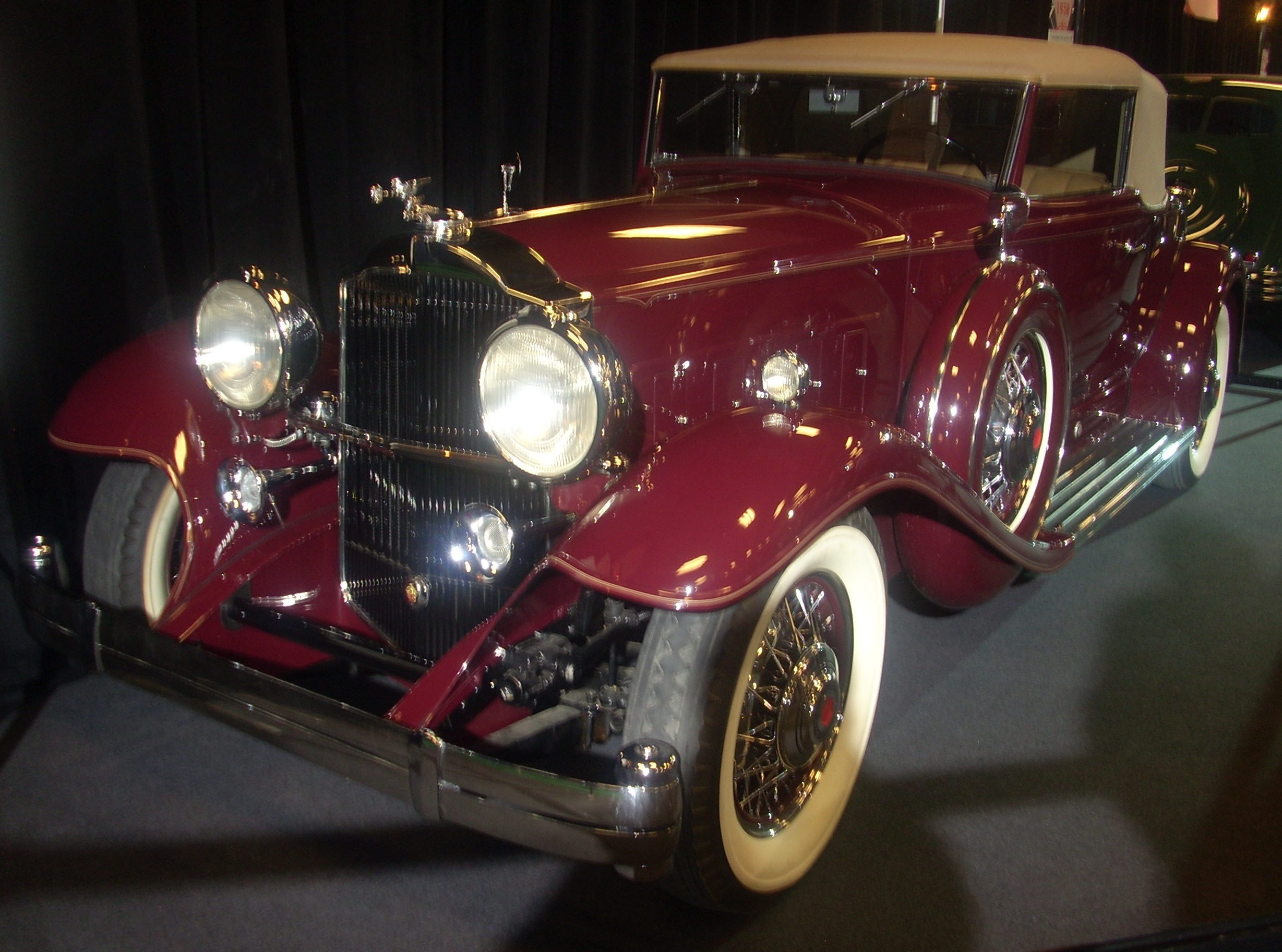
1931 Ninth Series model 840

Ca si constructor independent, Packard nu avea luxul unei structuri corporatiste mai mari, absorbind pierderile sale, așa cum a făcut Cadillac cu GM și Lincoln cu Ford. Cu toate acestea, Packard a avut o poziție mai bună în numerar decât alte mărci de lux independente. Peerless a încetat producția în 1932, schimbând uzina de producție din Cleveland de la producția de mașini până la fabricarea berii pentru berea Carling Black Label Beer. În 1938, Franklin, Marmon, Ruxton, Stearns-Knight, Stutz, Duesenberg și Pierce-Arrow au închis toate.

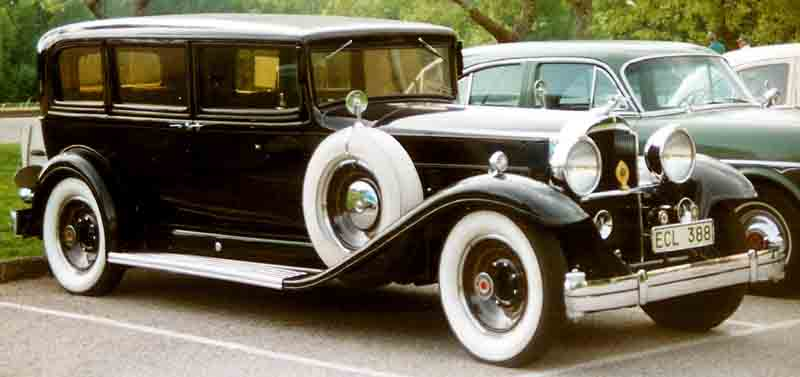
1932 Ninth Series De Luxe Eight model 904 sedan-limousine

Packard a mai avut și un alt avantaj că nici un alt producător de automobile de lux nu a realizat: o singură linie de producție. Prin menținerea unei singure linii și a interschimbabilității între modele, Packard a reușit să-și mențină costurile. Packard nu a schimbat mașinile la fel de des ca și alți producători. În loc să introducă anual modele noi, Packard a început să utilizeze propria sa formulă "Series" pentru a diferenția modelul de schimbare a modelului în 1923. Noua serie de modele nu a debutat pe o bază strict anuală, unele serii având o durată de aproape doi ani Timp de șapte luni. Pe termen lung, însă, Packard a înregistrat o medie de aproximativ o nouă serie pe an. Până în 1930, automobilele Packard au fost considerate parte a seriei a șaptea. Până în 1942, Packard se afla în seria a XX-a. "A treisprezecea serie" a fost omisă.

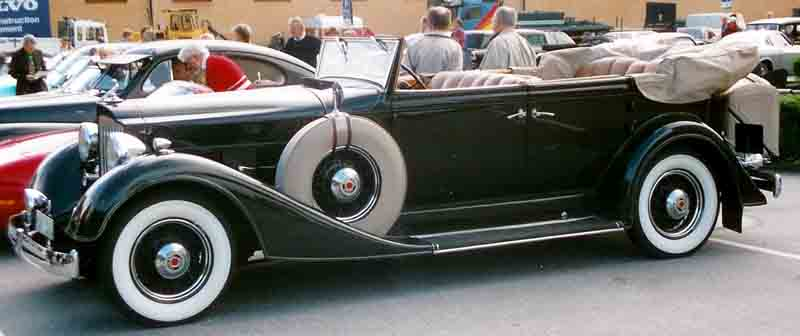
1934 Eleventh Series Eight model 1101 convertible sedan

Pentru a aborda Depresiunea, Packard a început să producă mașini mai accesibile în gama de prețuri medii. În 1935, compania și-a prezentat prima mașină sub 1000 $, 120. Vânzările s-au triplat în acel an și s-au dublat din nou în 1936. Pentru a produce 120, Packard a construit și echipat o fabrică complet separată. Până în 1936, forța de muncă a lui Packard a fost împărțită aproape în mod egal între liniile "Senior" (Twelve, Super Eight și Eight) la prețuri ridicate și modelele "Junior" cu preț mediu, deși au fost produse mai mult de 10 ori mai mulți juniori decât Seniorii. Acest lucru se datorează faptului că cele 120 de modele au fost construite folosind tehnici moderne de producție în masă, în timp ce Senior Packards au folosit mult mai multă muncă manuală și meșteșug tradițional. Deși Packard cu siguranță nu a putut supraviețui depresiei fără succesul modelelor Junior [27], acestea au avut ca efect diminuarea imaginii exclusiviste a modelelor Senior printre acei câțiva care și-ar fi putut permite o mașină de lux scumpă. Cele 120 de modele au fost mai moderne în designul de bază decât modelele Senior; De exemplu, suspensia frontală independentă și frânele hidraulice, echipate în 1935 Packard 120, caracteristici care nu ar apărea pe Senior Packards până în 1937.

### 1937–1941

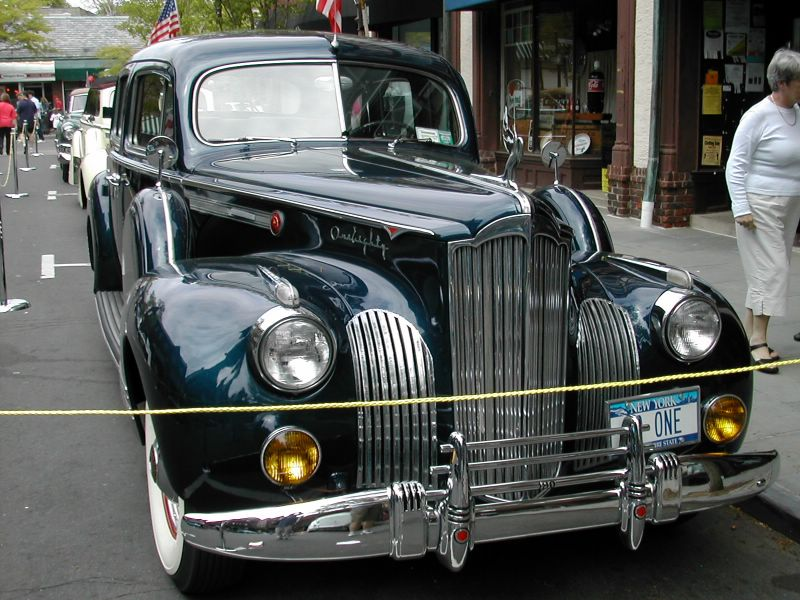
1941 Packard Custom Super Eight One-Eighty Formal sedan; 19th series, Model 1907

Packard era în continuare primul automobil de lux, chiar dacă majoritatea mașinilor construite au fost modelele de 120 și Super 8. Sperând să prindă încă o parte din piață, Packard a decis să emită Packard 115C în 1937, care a fost alimentat de primul motor cu șase cilindri Packard de la mașinile din seria a cincea din 1928. În timp ce mișcarea de a introduce cele șase, [28] a fost strălucit, pentru că mașina a sosit la timp pentru recesiunea din 1938, a marcat și Packards ca ceva mai puțin exclusiv decât au fost în mintea publicului și, pe termen lung, a rănit reputația lui Packard de a construi unele dintre cele mai bune luxoase ale Americii autoturisme. Cele șase, redesenate 110 în 1940-41, au continuat timp de trei ani după război, multe dintre ele servind ca taxiuri.

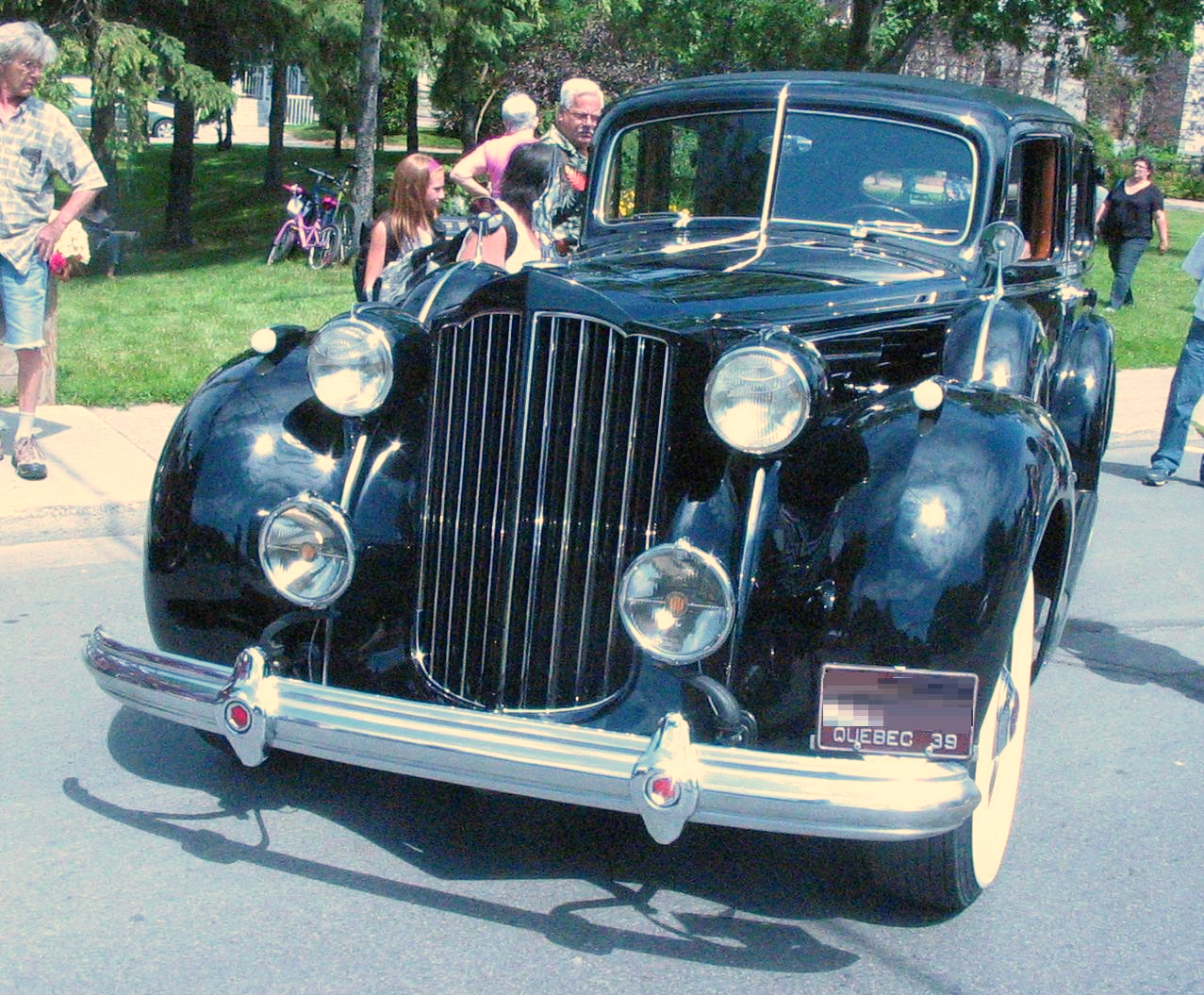
1939 Packard Packard Twelve, 17th series

În 1939, Packard a introdus Econo-Drive, un fel de overdrive, susținut că poate reduce viteza motorului cu 27,8%; Ar putea fi angajat la orice viteză de peste 48 km / h. [29] In acelasi an, compania a introdus un al cincilea, absorber transversal de socuri si a făcut schimbarea coloanei (cunoscuta sub numele de Handishift), disponibila pe 120 si 6. [30] 1941 a văzut introducerea noii forme a corpului Packard Clipper, care a stabilit stilul pentru majoritatea mașinilor europene din anii 1950.

### 1942–1945
În 1942, compania Packard Motor Car a transformat producția de război de 100%. [31] În timpul celui de-al doilea război mondial, Packard a construit din nou motoarele de avion, licențiind motorul Merlin de la Rolls-Royce ca V-1650, care a alimentat faimosul luptător P-51 Mustang, ironic cunoscut sub numele de "Cadillac of the Skies" de GIs în al doilea război mondial. [32] [33]
Packard a construit, de asemenea, 1350-, 1400- și 1500-hp motoare marine V-12 pentru bărcile PT americane (fiecare barcă a folosit trei) și unele dintre barcile de patrulare din Marea Britanie.
Packard sa clasat pe locul 18 în rândul corporațiilor americane în valoarea contractelor de producție pe timp de război [34].
Până la sfârșitul războiului din Europa, Packard Motor Car Company a produs peste 55.000 de motoare de luptă. Vânzările în 1944 au fost de 455.118.600 $. Până la 6 mai 1945, Packard a avut o întârziere a ordinelor de război de 568 milioane de dolari. [31]

### 1946–1956

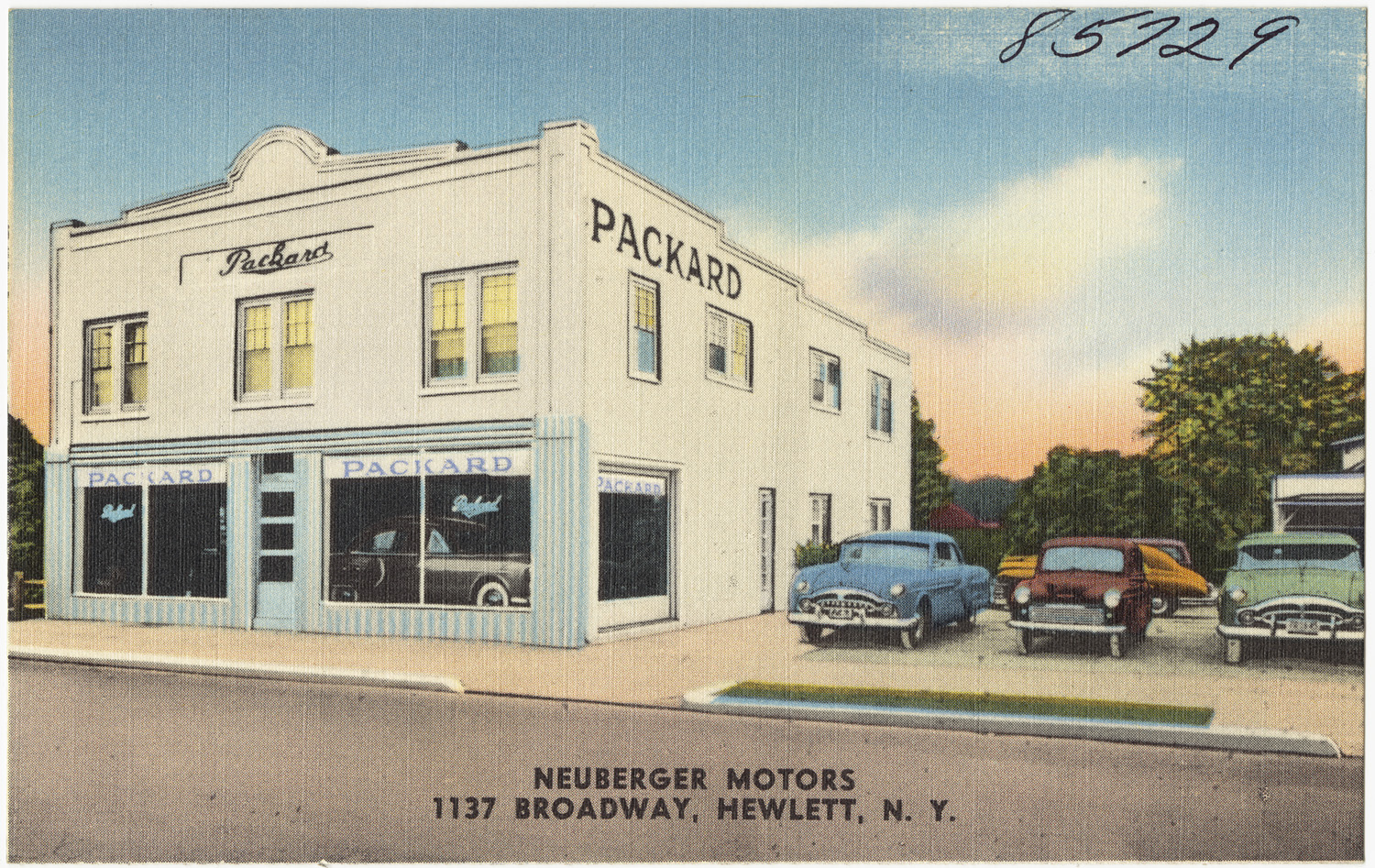
Show-room de automobile Packard în New York, ca. 1950-1955

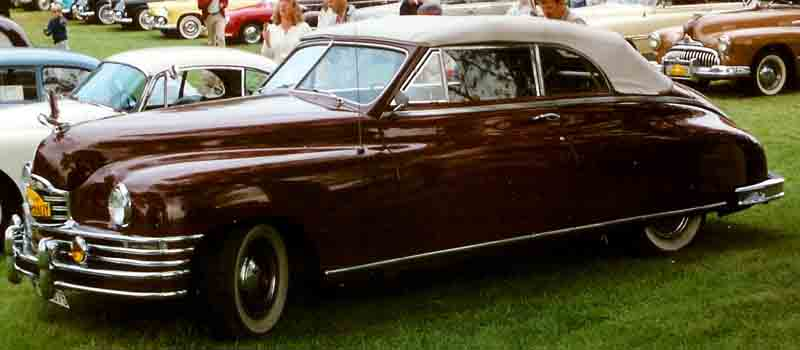
1949 Packard Convertible Coupé

Până la sfârșitul celui de-al doilea război mondial, Packard se afla într-o stare financiară excelentă, dar mai multe greșeli de gestiune au devenit tot mai vizibile cu timpul. Ca și alte companii din S.U.A., Packard a reluat producția de mașini civile la sfârșitul anului 1945, marcându-le ca modele de 1946 prin actualizarea moderată a modelelor lor din 1942. Deoarece numai instrumentele pentru Clipper erau la îndemână, mașinile din seria Senior nu erau reprogramate. O versiune a povestii este că matricile de vârstă au fost lăsate în elementele de rugină și nu mai puteau fi folosite. O altă poveste de lungă durată este că Roosevelt la dat lui Stalin matrițe seriei Senior, dar limuzinele de stat ZiS-110 erau un design separat. [35]

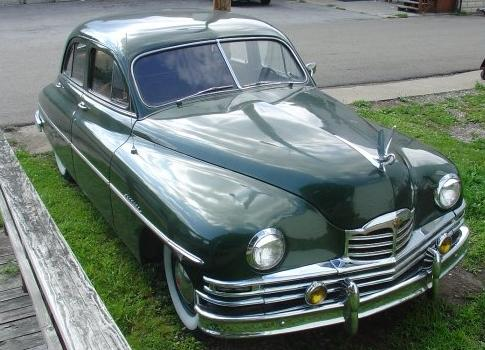
1950 Packard Eight Four-door Sedan

Deși Packards după război s-au vândut bine, abilitatea de a distinge modelele scumpe de modelele la prețuri mai mici a dispărut, deoarece toate Packards, fie ele șase sau opt, au devenit practic asemănătoare în stil. Mai mult, pe o piață în plină expansiune a vânzătorului, conducerea a decis să direcționeze compania mai mult către modele de clasă de mijloc de volum, concentrându-se astfel pe vânzarea de autoturisme la prețuri mai scăzute, în loc de modele mai scumpe și mai profitabile. Mai rău, au încercat, de asemenea, să intre în cabina de taxi și piața de autoturisme. Ideea era să câștige volumul pentru anii următori, dar acea țintă a fost ratată: Packard pur și simplu nu a fost suficient de mare pentru a oferi o adevărată provocare celor Trei Mari și nu avea buzunare profunde cu care o companie mamă le-ar putea adăposti, Gama model prin care să se răspândească prețurile.

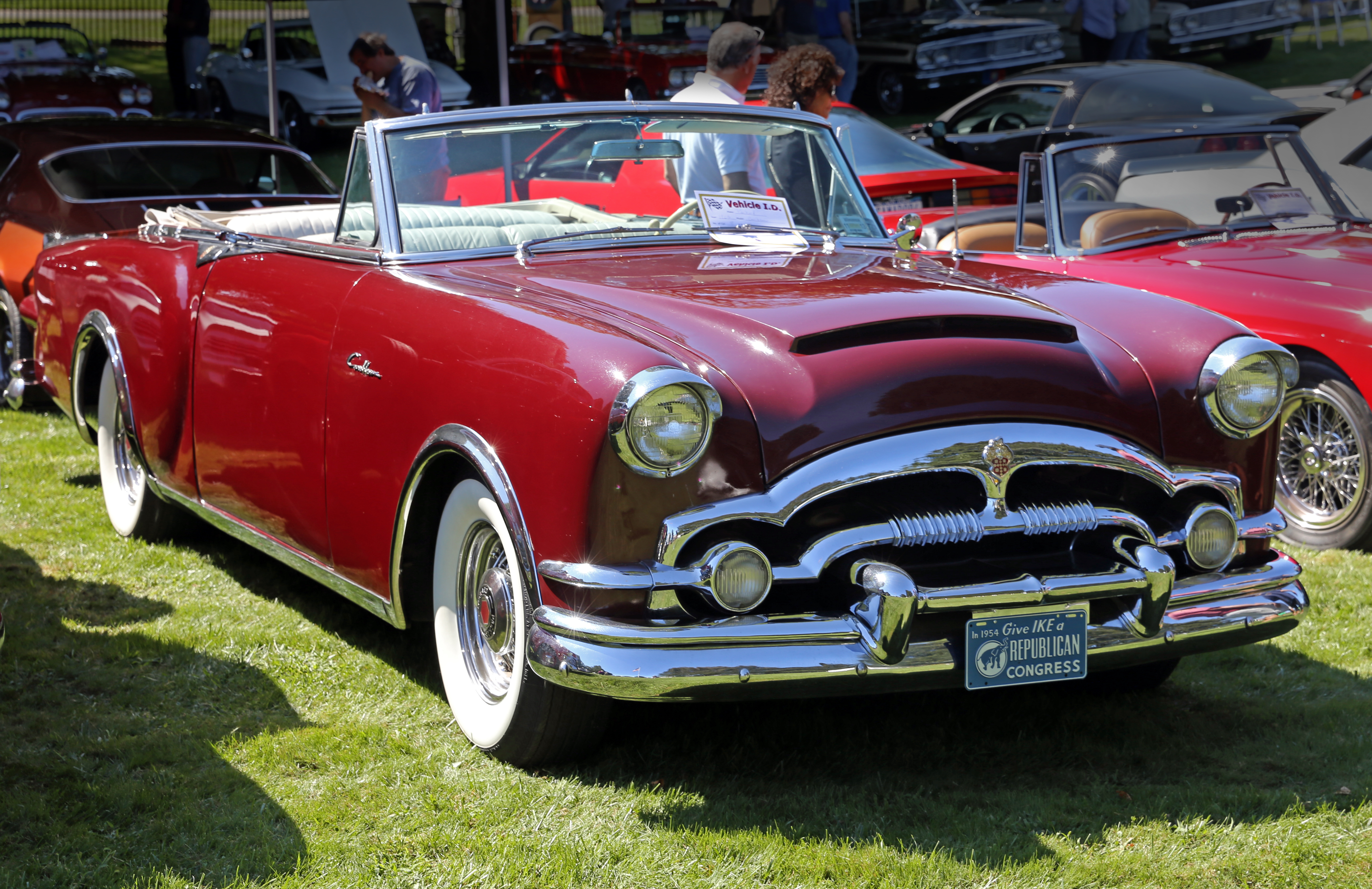
1953 Packard Caribbean convertible

Drept rezultat, imaginea lui Packard ca marcă de lux a fost diluată. În timp ce Packard a pierdut cumpărătorii de mașini scumpe, nu a putut găsi suficienți clienți pentru a compensa modelele mai mici. Lipsa de materii prime imediat după război - care a fost resimțită de toți producătorii - a afectat-o mai mult pe Packard cu volumul de afaceri decât ar fi trebuit să se concentreze asupra pieței de mașini de lux de specialitate.

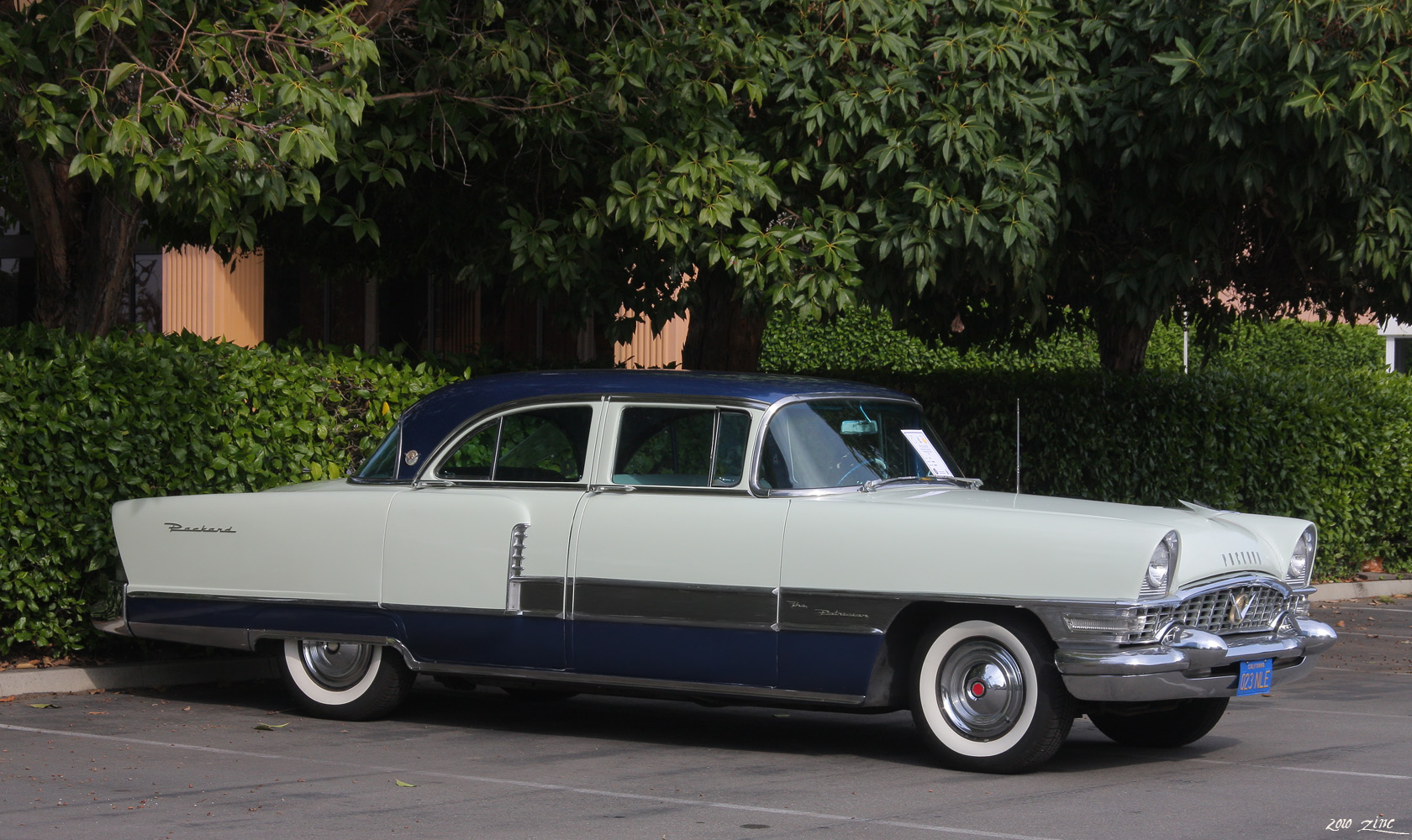
1955 Packard Patrician

Clipper a devenit depășit pe măsură ce au început să apară organismele noi de plicuri, conduse de Studebaker și Kaiser-Frazer. Dacă ar fi fost un producător de mașini europene, acest lucru nu ar fi însemnat nimic; Ar fi putut continua să ofere o formă clasică care nu se deosebea de Rolls-Royce mai târziu cu grătarul său vertical. Deși Packard se afla într-o formă financiară solidă odată cu încheierea războiului, nu vânduseră suficiente mașini pentru a plăti costul de scule pentru proiectarea din 1941. În timp ce majoritatea producătorilor de automobile au reușit să vină cu vehicule noi pentru 1948-49, Packard nu putea decât până în 1951. Prin urmare, acestea au fost actualizate prin adăugarea de tablă metalică la corpul existent (care a adus greutatea de 91 kg). ] Masinile cu sase cilindri au fost scoase pe piata locala, iar un convertibil a fost adaugat. Aceste noi modele și-au ascuns relația cu Clipper-ul. Chiar și numele a fost abandonat - pentru o vreme.

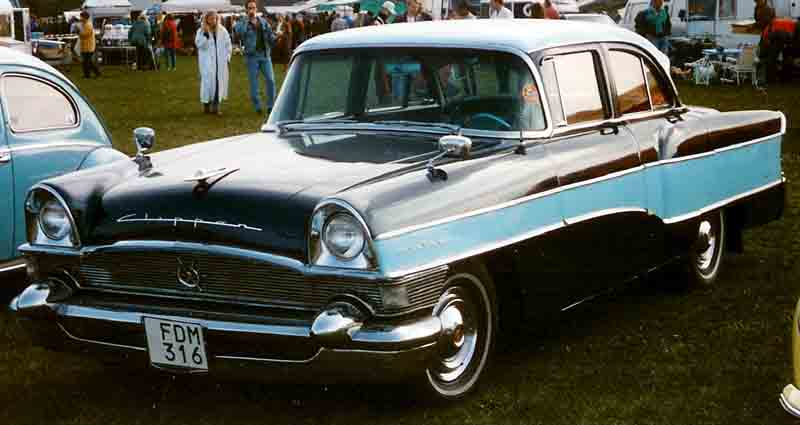
1956 Packard Clipper

Designul ales a fost un tip de "cadă". În timp ce acest lucru a fost considerat futurist în timpul războiului și conceptul a fost continuat cu Nash din 1949 - și a supraviețuit de zeci de ani în Saab 92-96 în Europa - stilul Packard din 1948-1950 a fost polarizat. Pentru unii era elegant și amestecat clasic cu modern; Alții l-au denumit "elefanți însărcinați". Motorul de încercare pentru Modern Mechanix, Tom McCahill, sa referit la noul produs Packard ca fiind "o capră" și "un vrăjitor într-o pălărie de la Queen Mary". În ciuda câtorva detractori, majoritatea păreau să-i placă designul. A câștigat premii de modă și eleganță, și mai important pentru companie, a fost foarte populară. Packard a vândut 92.000 de vehicule pentru anul 1948 și 116.000 din modelele din 1949 care au condus clasa de prestigiu.

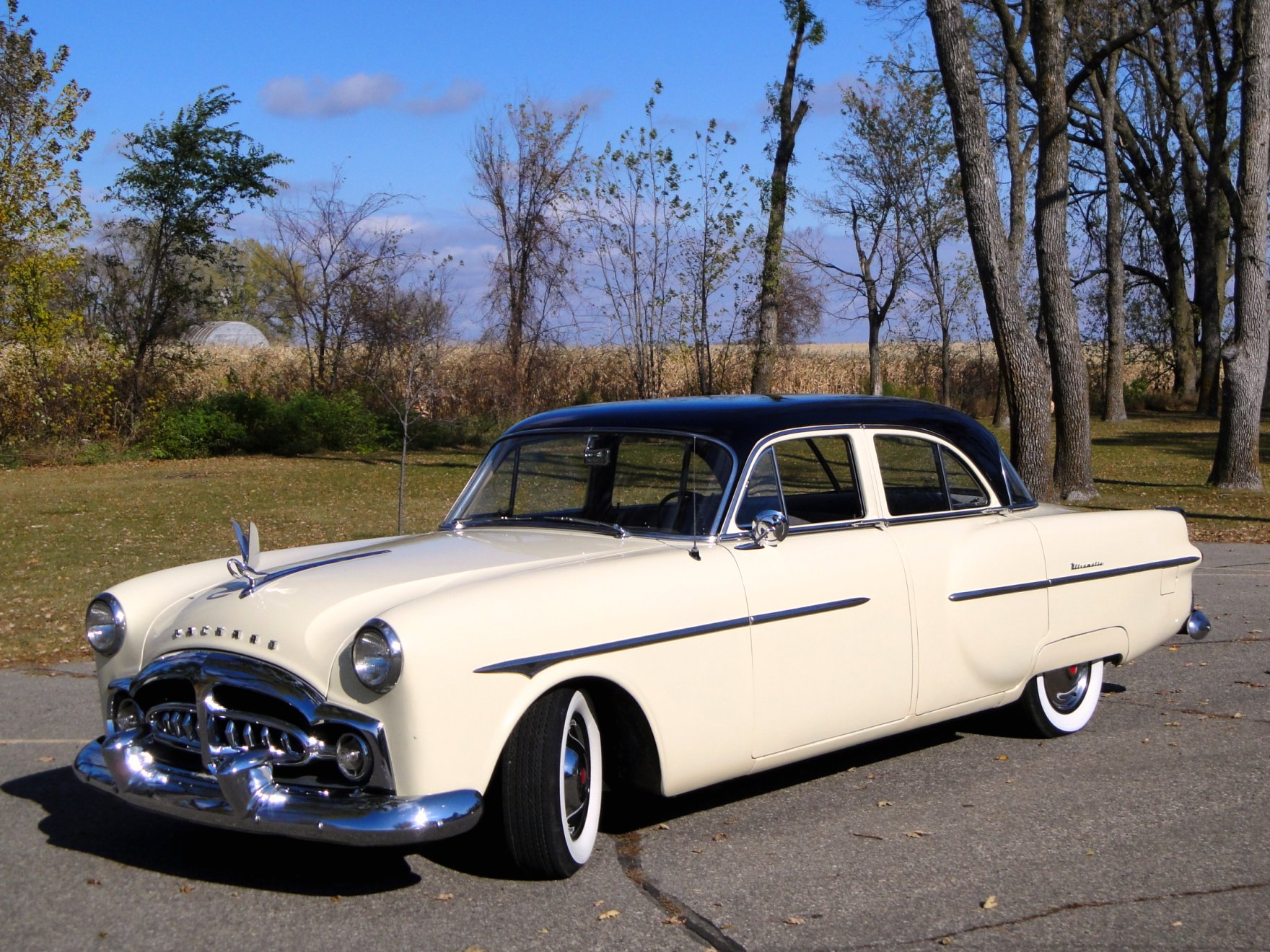
1951 Packard 300

Packard a depășit Cadillac până în 1950; Cele mai multe vânzări au fost modelele de volume medii. In acest timp, Cadillac a fost printre cei mai vechi producatori americani care au oferit o transmisie automata (Hydramatic in 1941), dar Packard a preluat Ultramatic [36] oferit pe modele in 1949 si toate modelele din 1950. Transmisia automată Ultramatic a lui Packard a fost singura care a fost dezvoltată de un producător independent de autovehicule, fiind mai fină decât GM Hydramatic. Cu toate acestea, in timp ce Ultramatic era competitiv, Packard nu a reusit sa raspunda imediat la introducerea de catre Cadillac a unei supape superioare V8 in 1949. De asemenea, atunci cand a fost adaugat un nou stil corporal in plus fata de sedanele standard, coupe-uri si convertibile, Packard a introdus Stația de vagon în loc de un hardtop cu două uși ca răspuns la Cadillac's Coupe DeVille. Stația Sedan, un corp asemănător vagonului, care era în cea mai mare parte oțel, cu o bună parte din lemn decorativ din spate; Doar 3,864 au fost vândute în cei trei ani de producție. Deși pachetele de la sfârșitul anilor 1940 și începutul anilor 1950 au fost construite în vechea lor tradiție cu artizanat și cele mai bune materiale, totul nu a fost bine.
Combinația dintre vânzările cu prețuri mai scăzute ale Packards și vânzările care influențează prestigiul celor mai înalți frați și unele decizii de marketing discutabile, coroana lui Packard ca "rege" a pieței de autovehicule de lux a fost în pericol - și în cele din urmă ar fi furat de un Cadillac în creștere. În 1950, vânzările au scăzut la 42.000 de mașini pentru anul modelului. Când președintele Packard, George T. Christopher, a stabilit cursul pentru o abordare evolutivă de stil cu un facelift pentru anul 1951, alții doreau un design radical nou. În cele din urmă, Christopher a demisionat și trezorierul Packard Hugh Ferry a devenit președinte - a cerut o nouă direcție.
Pachetele din 1951 au fost complet reproiectate. Designerul John Reinhart a introdus un profil cu talie înaltă, cu aspect mai mare, care se potrivește cu tendințele stilului contemporan - foarte diferit de designul curgător tradițional al epocii imediat postbelice. Noile caracteristici de styling au inclus un parbriz dintr-o singură bucată, un geam din spate, coada mică pe modelele cu ampatament lung, un grătar cu lățime întreagă (înlocuind designul tradițional Packard vertical) și "guendine" cu capota și Trabucuri frontale la aceeași înălțime. Ampatamentul de 122 inchi (3.099 mm) a fost susținut de seria standard din seria 200 de dimensiuni standard și de două și patru uși Deluxe și de coupe-urile hardtop Mayfair din seria 250 (primul Packard) și convertibile. Modelurile Upmarket 300 și Patrician 400 au condus la un ampatament de 127-inch (3.226 mm). Modelele din seria 200 au fost din nou modele low-end și au inclus un coupe de afaceri.

250, 300 și 400 / Patricienii au fost modelele emblematice ale Packard și au cuprins majoritatea producției pentru acel an. Patricianul era acum pachetul de top Packard, înlocuind linia Custom Eight. Planurile originale au fost echiparea cu un motor de 356 cutie (5.8 L), însă compania a decis că vânzările nu ar fi suficient de mari pentru a justifica producerea unei centrale electrice mai mari și mai scumpe, astfel încât debitul 327 cu in (5.4 L) (anterior motorul de mijloc). În timp ce motorul mai mic a oferit performanțe aproape egale în noul Packards cu cel al modelului 356, mișcarea a fost văzută de unii ca o denigrare suplimentară a imaginii lui Packard ca mașină de lux.

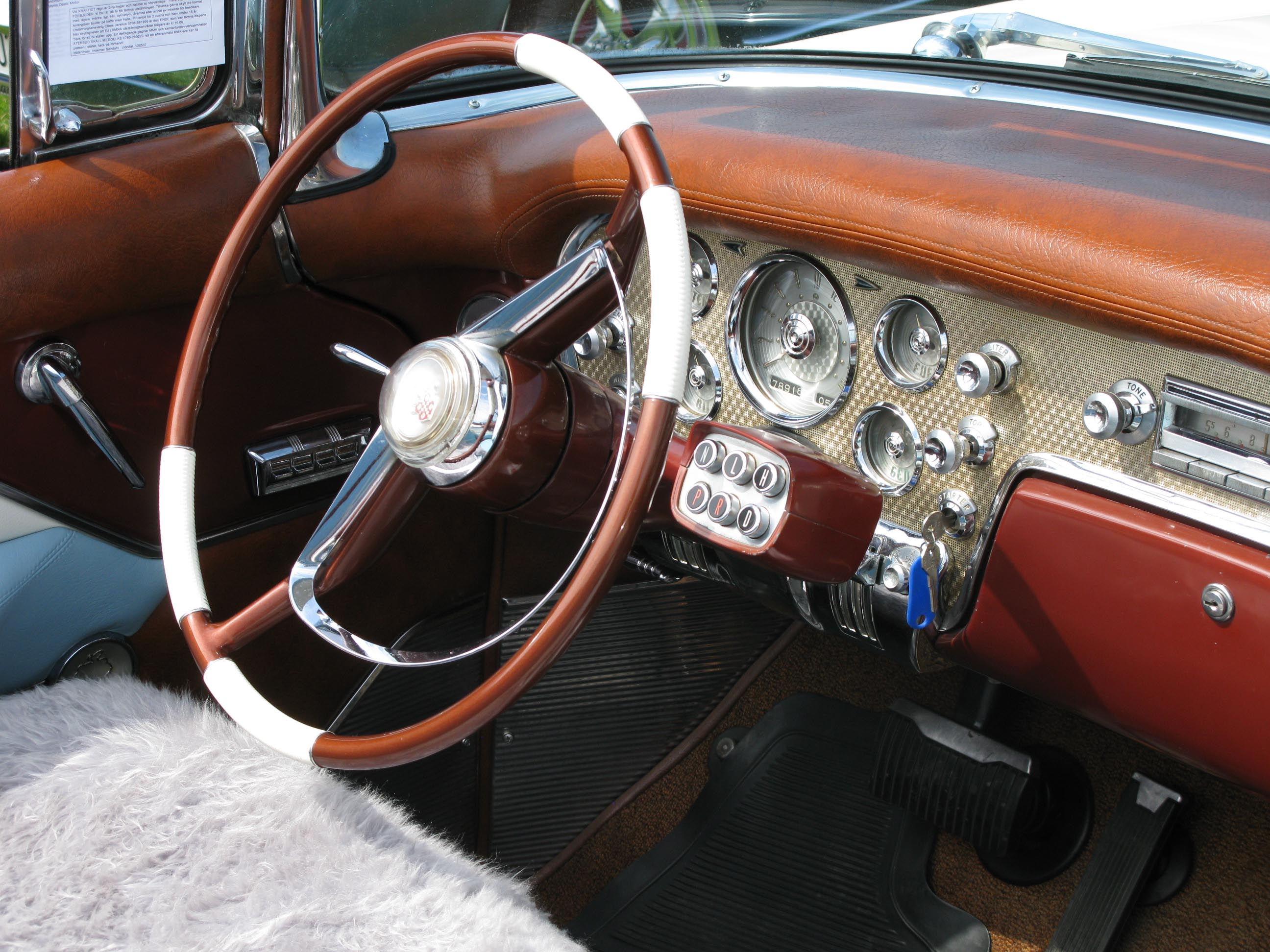
Packard Ultramatic transmission control pod

In 1951 a fost un an liniștit, cu puțin nou de la ceilalți producători de automobile, gama recondiționată a lui Packard a vândut aproape 101 000 de mașini. 1951 Packards au fost un amestec ciudat de transmisii automate (transmisii automate) și de îmbătrânire (încă folosindu-se opt inline inline când motoarele OHV V8 deveneau rapid normele). Nici o linie autohtonă nu a avut V8s OHV în 1948, dar până în 1955, fiecare linie de mașină a oferit o versiune. Packard inline opt, în ciuda faptului că a fost un model mai vechi care nu avea puterea motoarelor lui Cadillac, a fost foarte neted. Atunci când este combinată cu o transmisie Ultramatic, sistemul de transmisie pentru o experiență aproape liniștită și netedă pe șosea. Cu toate acestea, sa luptat pentru a ține pasul cu cursa de putere. În mai 1952, președintele în vârstă Packard, Hugh Ferry, a demisionat și a fost succedat de James J. Nance, specialist în marketing recrutat de Hotpoint pentru a transforma compania în stagnare în jurul său; Fabrica principală de pe bulevardul East Grand din Detroit funcționa la doar 50% din capacitate.

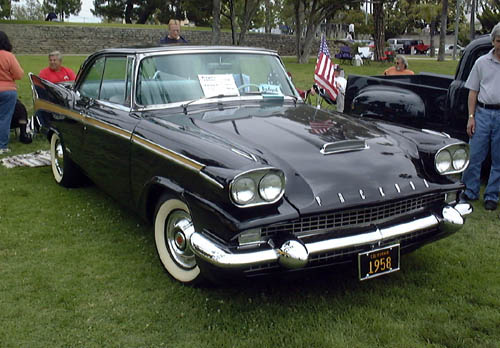
1958 Packard

Nance a lucrat pentru a încurca contractele militare coreene de război și pentru a întoarce imaginea proastă a lui Packard. El a declarat că de acum înainte, Packard ar înceta să producă mașini cu prețuri medii și să construiască numai modele de lux pentru a concura cu Cadillac. Ca parte a acestei strategii, Nance a dezvăluit un model de glamour cu o producție redusă (doar 750 de modele) pentru 1953, convertibilul din Caraibe. În competiție directă cu alte ragtopuri de noutate din acel an (Buick Skylark, Oldsmobile Fiesta și Cadillac Eldorado), a fost la fel de bine primit și a depășit concurența. Cu toate acestea, vânzările totale au scăzut în 1953. În timp ce modelele de lux ediție limitată, cum ar fi cabrio-ul din Caraibe și modelul Patrician 400 Sedan, și sedanul oficial formal Derham au adus o parte din prestigiul pierdut din zilele mai bune, stilul "mare de buzunar" Cu doi ani mai devreme nu mai aducea oameni în sălile de expoziție pentru pâine și untul Packard.

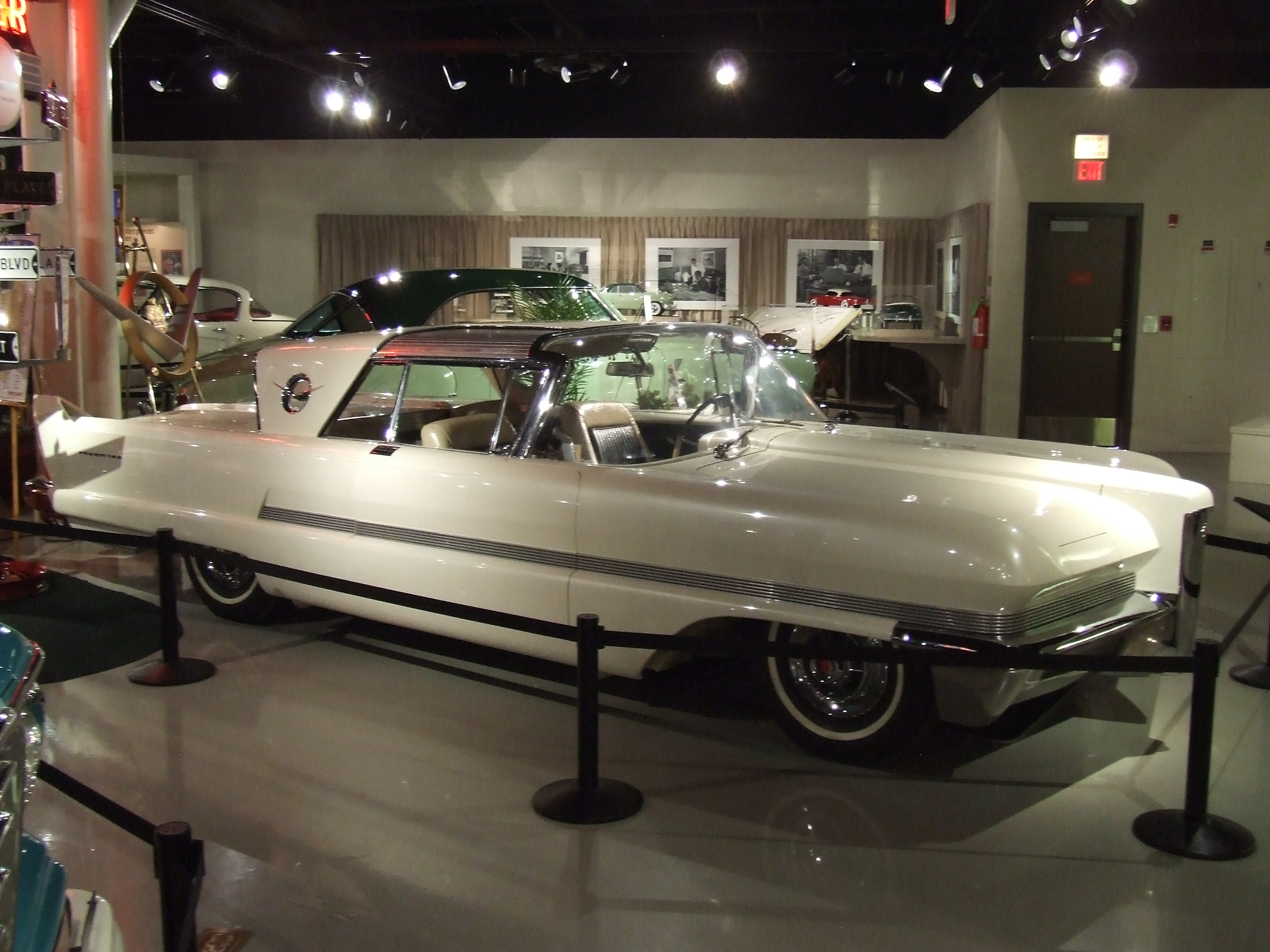
1956 Predictor concept, at the Studebaker National Museum

În timp ce producătorii independenți americani, cum ar fi Packard, s-au descurcat bine în perioada de după război, oferta a ajuns la nivelul cererii, iar la începutul anilor 1950 au fost provocați din ce în ce mai mult, deoarece "Big Three" - General Motors, Ford și Chrysler - Economie, prețuri medii și piețe de lux. [37] Acele independente care au rămas în viață la începutul anilor '50 au fuzionat. În 1953, Kaiser a fuzionat cu Willys pentru a deveni Kaiser-Willys. Nash și Hudson au devenit American Motors (AMC). Strategia pentru aceste fuziuni a inclus reducerea costurilor și întărirea organizațiilor lor de vânzări pentru a face față concurenței intense din partea celor Trei Mari [38].
În 1953-54, Ford și GM au purtat un război brutal de vânzări, reducând prețurile și forțând autovehiculele dealerilor. În timp ce acest lucru a avut un efect redus asupra oricărei companii, acesta a afectat grav autocamioanele independente. Presedintele Nash, George Mason, a propus ca cei patru mari independenti (Nash, Hudson, Packard și Studebaker) sa se împerecheze într-o ținută mare pentru a fi numită American Motors Corporation. Mason a purtat discuții informale cu Nance pentru a-și schița viziunea strategică și sa ajuns la un acord pentru AMC de a cumpăra transmisii Ultramatic și motoare V8 ale Packard și au fost folosite în 1955 de Hudsons și Nashes.

## Studebaker-Packard Corporation
Main article: https://en.wikipedia.org/wiki/Studebaker-Packard_Corporation
Începând cu data de 1 octombrie 1954, Packard Motor Car Company a cumpărat Corporația Studebaker în faliment pentru a forma cea de-a patra companie de automobile americană, dar fără a cunoaște în totalitate circumstanțele sau luarea în considerare a implicațiilor financiare. Cu toate acestea, SPC Nance a refuzat să ia în considerare fuzionarea cu AMC, cu excepția cazului în care ar putea prelua poziția de lider de top (Mason și Nance erau foști concurenți ca șefii companiilor Kelvinator și Hotpoint), dar Grand Mason, Pe 8 octombrie 1954, cu moartea sa subita de pancreatita acuta și pneumonie.
La o săptămână după moartea lui Mason, noul președinte al AMC, George W. Romney, a anunțat că "nu există fuziuni în curs, direct sau indirect" [40]. Cu toate acestea, Romney a continuat angajamentul lui Mason de a cumpăra componente din SPC. Cu toate că Mason și Nance au fost de acord anterior că SPC ar cumpăra părți din AMC, nu a făcut-o. În plus, motoarele și transmisiile Packard erau relativ scumpe, astfel încât AMC a început dezvoltarea propriului motor V8 și a înlocuit unitatea externalizată până la jumătatea anului 1956. [41] Deși Nash și Hudson au fuzionat împreună cu Studebaker și Packard care s-au alăturat, fuziunea pe patru căi, pe care Mason a sperat-o, nu sa materializat. Căsătoria S-P (într-adevăr, o achiziție Packard) sa dovedit a fi o greșeală criminală. Cu toate că Packard se afla încă în formă financiară echitabilă, Studebaker nu se lupta cu costuri mari de producție și de producție și avea nevoie de cifra imposibilă de 250.000 de mașini pe an, Due diligence a fost plasată în spatele "febrei de fuziune", iar acordul a fost grăbit. După fuziune, a devenit evident faptul că situația financiară deteriorată a lui Studebaker pune în pericol supraviețuirea lui Packard.
Nance sperase o reproiectare totală în 1954, dar timpul și banii necesari nu mai erau. Packard în acel an (producția totală de 89.796) a cuprins linia Clipper pentru pâine și unt (seria 250 a fost abandonată), coupe-urile și convertibilele hardtop Mayfair și un sedan cu ampatament lung la intrare, numit Cavalier. Printre Clippers a fost un coupe noutate, Sportster, care seamănă cu un hardtop.
Cu lipsa timpului și a banilor, stilul din 1954 a rămas neschimbat, cu excepția faptului că au fost modificate farurile și stopurile, în mod esențial au fost decupate. Un nou hardtop numit Pacific a fost adăugat la seria patriciană Flagship, iar toți cei de la Packards din clasa superioară au sporit un motor cu 359 ced plictisit. Aerul condiționat a devenit disponibil pentru prima dată din 1942. Packard a introdus instalația de aer condiționat în anii 1930. Clippers (care au cuprins peste 80% din producție) au obținut și un model hardtop, Super Panama, dar vânzările au fost rezervate, ajungând la doar 31.000 de mașini.
Noul model revoluționar pe care Nance la sperat a fost amânat până în 1955, parțial datorită fuziunii lui Packard cu Studebaker. Packard Richard A. Teague a fost chemat de Nance pentru a proiecta linia din 1955, iar pentru creditul lui Teague, Packard 1955 a fost într-adevăr o senzație când a apărut. Nu numai că corpul a fost complet actualizat și modernizat, dar și suspensia a fost complet nouă, cu bare de torsiune față și spate, împreună cu un control electric care păstrează nivelul mașinii, indiferent de sarcină sau de condițiile rutiere. Încoronând acest nou design uimitor, a fost noua generație V8 ultramodernă a lui Packard, care a înlocuit 352 cu in (5,8 l), înlocuind vechea, greu de vată din fontă, drept, care a fost folosită de zeci de ani. În plus, Packard oferă o varietate de caracteristici de putere, confort și confort, cum ar fi servodirecția și frânele, precum și ascensoarele electrice de ferestre. Dar aerul condiționat era o anomalie. Deși a fost disponibilă la toate mărcile până la mijlocul anilor cincizeci, a fost instalată doar pe o mână de mașini în 1955 și 1956, în ciuda statutului Packard ca o mașină de lux. Modelul de vânzări anuale a urcat înapoi la 55.000 de unități în 1955, inclusiv Clipper, ceea ce a fost un an foarte puternic în întreaga industrie.

## Modele de automobile
- Packard cu un cilindru:
  - Packard Model A (1899–1900)
  - Packard Model B (1900)
  - Packard Model C (1901)
  - Packard Model E (1901)
  - Packard Model F (1901–1903)
  - Packard Model M (1904)
- Packard cu patru cilindri :
  - Packard Model K (1903)
  - Packard Gray Wolf (1903)
  - Packard Model L (1904)
  - Packard Model N (1905)

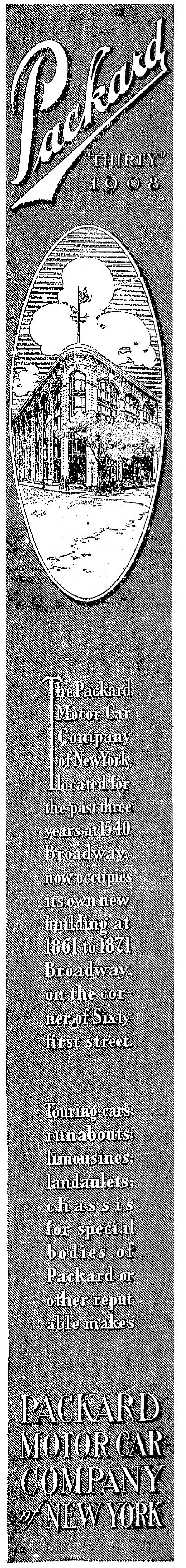
1907 Packard - The New York Times, Noiembrie 6, 1907

  - Packard Model 24 (Series S) (1906)
  - Packard Model 18 (Series NA-NC) (1905–1907)
  - Packard Model 30 (Series U) (1907–1912)
- Packard cu șase cilindri :
  - Packard Dominant Six (1912–1915)
  - Packard Single Six (1921–1924)
  - Packard Six (1925–1929)
  - Packard 110
  - Packard 115 (1937)
  - Packard Six (1937–1949)
- Packard Eight
  - Packard Single Eight & Eight (1924-)
  - Packard Custom Eight
  - Packard Light Eight
  - Packard 120 (1935–1942)
  - Packard 160
  - Packard 180
  - Packard Super Eight
- Packard V-12:
  - Packard Twin Six (1916–1923)
  - Packard 905 (1916–1923)
  - Packard Twin Six (1932)
  - Packard Twelve (1932–1939)
- Automobile Packard postbelice :
  - Packard 400, see Packard Four Hundred
  - Packard Caribbean
  - Packard Cavalier
  - Packard Clipper
  - Packard Clipper Constellation
  - Packard 200
  - Packard 250, see Packard 200
  - Packard 300
  - Packard Executive
  - Packard Four Hundred
  - Packard Hawk (1958)
  - Packard Mayfair
  - Packard Pacific
  - Packard Patrician (including Patrician 400)
  - Packard Station Sedan (1949–1950)
  - Packard Super Panama
  - 1957 and 1958 Packards

## Prototipuri
- Packard Phantom (1944)
- Packard Pan-American (1951)
- Packard Pan-American (1952)
- Packard Balboa (1953)
- Packard Panther (1954–1955)
- Packard Request (1955)
- Packard Predictor (1956)
- Packard Black Bess (1957)

## Reclame
|  |  |  |